# Figgjo
Figgjo er en flod, der løber i  Rogaland fylke  på Vestlandet i Norge. Den løber fra Edlandsvatnet på Ålgård gennem landsbyen Figgjo til Sele på Jæren. Floden er populær for sportsfiskere og er en af Norges 10–15 største lakseelve. Den har en længde på 42,2 km og har en højdeforskjel på 104 m. Der løber en vandmængede  på 103 m³/s .
Figgjo var i 2000 den næststørste lakseelv i Rogaland da der blev fisket 10,6 ton laks og 677 kg ørred.
Floden var grundlaget for industrien i Ålgård og Figgjo. I Ålgård købte Ole Nielsen rettighederne til Edlandsfossen og startede De Forenede Ullvarefabrikker. Tidligere blev der også fisket efter ål i floden.
Den frygtede vandpest er påvist i Grudavatnet og videre ind i Figgjo. Planten spreder sig hurtigt og skaber ændringer i laksens oprindelige biotop.
Floden krydses bl.a. af Skjæveland gamle Bro.